# Nationale 1 1975-1976
La Nationale 1 1975-1976 è stata la 54ª edizione del massimo campionato francese di pallacanestro maschile. La vittoria finale è stata ad appannaggio dell'ASPO Tours.

## Risultati

### Stagione regolare
|     | Squadra           | G  | V  | N | P  | PF   | PS   | P.ti | Qualificazione            |
| --- | ----------------- | -- | -- | - | -- | ---- | ---- | ---- | ------------------------- |
| 1.  | ASPO Tours        | 30 | 25 | 0 | 5  | 3029 | 2661 | 80   |                           |
| 2.  | ASVEL             | 30 | 21 | 1 | 8  | 2710 | 2423 | 73   |                           |
| 3.  | Caen              | 30 | 20 | 1 | 9  | 2648 | 2507 | 71   |                           |
| 4.  | SCM Le Mans       | 30 | 20 | 0 | 10 | 2853 | 2666 | 70   |                           |
| 5.  | Berck BC          | 30 | 19 | 0 | 11 | 2827 | 2559 | 68   |                           |
| 6.  | Challans          | 30 | 16 | 2 | 12 | 2473 | 2469 | 64   |                           |
| 7.  | Clermont-Ferrand  | 30 | 15 | 2 | 13 | 2691 | 2607 | 62   |                           |
| 8.  | Orthez            | 30 | 15 | 0 | 15 | 2641 | 2596 | 60   |                           |
| 9.  | Olympique Antibes | 30 | 13 | 1 | 16 | 2735 | 2800 | 57   |                           |
| 10. | Nizza             | 30 | 13 | 1 | 16 | 2521 | 2630 | 57   |                           |
| 11. | Bagnolet          | 30 | 13 | 0 | 17 | 2596 | 2757 | 56   |                           |
| 12. | CRO Lione         | 30 | 12 | 1 | 17 | 2388 | 2376 | 55   |                           |
| 13. | Roanne            | 30 | 11 | 1 | 18 | 2559 | 2718 | 53   | retrocesse in Nationale 2 |
| 14. | Denain            | 30 | 8  | 1 | 21 | 2610 | 2868 | 47   | retrocesse in Nationale 2 |
| 15. | Joeuf             | 30 | 7  | 1 | 22 | 2415 | 2634 | 45   | retrocesse in Nationale 2 |
| 16. | Strasburgo        | 30 | 6  | 0 | 24 | 2550 | 2975 | 42   | retrocesse in Nationale 2 |

| Nationale 1 1975-1976 |
| --------------------- |
| ASPO Tours 1º titolo  |

## Formazione vincitrice
| N° | Naz.                   | Ruolo | Sportivo            |  | Alt. |  |
| -- | ---------------------- | ----- | ------------------- |  | ---- |  |
|    | Francia (bandiera)     | P     | Jean-Michel Sénégal |  | 184  |  |
|    | Stati Uniti (bandiera) | C     | DeWitt Menyard      |  | 208  |  |
|    | Francia (bandiera)     | AG    | Patrick Demars      |  | 199  |  |
|    | Francia (bandiera)     | A     | Jean-Louis Vacher   |  | 197  |  |
|    | Francia (bandiera)     | All.  | Pierre Dao          |  |      |  |